# Stefan Van Loock
Stefan Van Loock (1961) is een Belgische voormalige sportjournalist en woordvoerder.

## Biografie
Van Loock werd actief in de media vanaf 1982 als losse medewerker voor de BRT. Hij werkte voor de sportredactie voor de BRT-radio en voor Radio 2 Omroep Brabant. Eind 1988 stapte hij over naar de nieuwe commerciële televisiezender VTM, waar hij de eerste sportjournalist in vaste dienst werd. Hij zou er de volgende jaren sportnieuws presenteren en voetbalprogramma's als Goal! en Goal Live. Hij was aanwezig op enkele wereldbekers voetbal en gaf commentaar op Belgische en Europese voetbalwedstrijden.
In september 2009 werd hij netmanager bij de digitale sportzender EXQI Sport, als opvolger van David Steegen. Na een korte periode bij EXQI ging hij vanaf 2010 werken voor de Koninklijke Belgische Voetbalbond als hoofd Communicatie en als woordvoerder.
Vanaf 1 september 2014 treedt hij in dienst bij Sporting Telenet als voetbalcommentator, presentator en eindredacteur. In 2017 keerde hij terug naar de communicatiedienst van de voetbalbond.
Daarnaast publiceerde hij ook enkele boeken over sport.